# كويزي غمدي
كويزي غمدي (الاسم العلمي: Cantharellus vaginatus) هو نوع من الفطريات يتبع جنس الكويزي من فصيلة الكويزية.